# Amsterdamská univerzita
Amsterdamská univerzita (nizozemsky Universiteit van Amsterdam, UvA) je veřejná univerzita se sídlem v Amsterdamu v Nizozemsku. Je jednou ze dvou velkých veřejných výzkumných univerzit ve městě – tou druhou je Volná amsterdamská univerzita (Vrije Universiteit Amsterdam, VU). UvA byla založena v roce 1632, je tak třetí nejstarší univerzitou v Nizozemsku. S více než 32 000 studentů, 4794 zaměstnanci a 1340 doktorandy a s ročním rozpočtem 600 milionů euro se současně jedná o jednu z největších výzkumných univerzit v Evropě. Je rovněž největší nizozemskou univerzitou co do počtu zapsaných studentů. Hlavní kampus UvA se nachází v historickém centru města. Několik fakult je pak umístěno v přilehlých městských částech. Univerzita se člení na sedm fakult: Humanitní vědy, společenské a behaviorální vědy, ekonomie a obchod, přírodní vědy, právo, lékařství, zubní lékařství.
Mezi absolventy Amsterdamské univerzity je šest nositelů Nobelovy ceny a pět nizozemských předsedů vlády. Škola se podle čtyř hlavních žebříčků zařadila mezi 100 vrcholných světových univerzit. Podle žebříčku QS World University Rankings dosáhla v roce 2014 na 50. místo celosvětově, na 15. v Evropě a na 1. v Nizozemsku. Podle téhož žebříčku se v roce 2011 celosvětově umístila na 50. místě v sedmi oblastech: v lingvistice, sociologi, filozofii, geografii, přírodních vědách, ekonomii a ekonometrii a v účetnictví a financích.
V letech 2018 a 2019 se katedry mediální a sociální komunikace společně umístily v žebříčku QS World University Rankings celosvětově na 1. místě.
Univerzitu pojí úzké vazby s dalšími vysokými školami v jiných zemích prostřednictvím jejího členství v Lize evropských výzkumných univerzit (League of European Research Universities, LERU), Síti univerzit evropských hlavních měst (Network of Universities from the Capitals of Europe, UNICA), Asociaci evropských univerzit (European University Association, EUA), Mezinárodních studentských výměnných programech (International Student Exchange Programs, ISEP) a v síti Universitas 21.

## Osobnosti
- Ien Angová
- Tobias Michael Carel Asser – Nobelova cena za mír 1911
- Willem Barents
- Luitzen Egbertus Jan Brouwer
- Christiaan Eijkman – Nobelova cena za fyziologii nebo lékařství 1929
- Max Euwe
- Jacobus Henricus van 't Hoff – Nobelova cena za chemii 1901
- Willem Frederik Hermans
- Alec Jeffreys
- André Kuipers
- Joseph Luns
- Charles Michel
- Mabel Nizozemská
- Anton Pannekoek
- Joop den Uyl
- Johannes Diderik van der Waals – Nobelova cena za fyziku 1910
- Pieter Zeeman – Nobelova cena za fyziku 1902
- Frits Zernike – Nobelova cena za fyziku 1953